# Stern Samu (orvos)
Stern Samu (Homonna, 1858. november 18. – Budapest, 1926. szeptember 16.) orvos, belgyógyász, egyetemi magántanár, a Poliklinika főorvosa. 

## Pályafutása
1881-ben végzett a budapesti egyetem orvosi karán. Korányi Frigyes klinikáján eleinte mint gyakornok, később mint II., illetve I. tanársegéd állt munkába. 1889-ben magántanári képesítést szerzett a fizikális vizsgálati módszerek témaköréből, s e minőségében előadásokat tartott heti 3 órában a budapesti általános poliklinikán, ahol rendelő főorvosként működött a klinika belgyógyászati osztályán.
1881-től folyamatosan publikált az Orvosi Hetilapban, a Magyar Orvosi Archivumban és németül egyéb külföldi szaklapokban.

## Művei
- Az 1880/81. és 82. tanévben a kórodán észlelt hagymáz esetek. Orvosi Hetilap, Budapest, 1882.
- Adatok a heveny sokizületi csuz tanához. Orvosi Hetilap, Budapest, 1883.
- A kettős szívlökésről. Orvosi Hetilap, Budapest, 1884. Németül: Über die Verdoppelung des Herzschlages. Deutsches Archiv für klinische Medizin. Volume 35. 6. füzet, 1884. október 15. 562–578. p.
- Gyógykisérleti eredmények. Orvosi Hetilap, Budapest, 1885.
- Adatok a fekélyesedő szivbelhártyalob kórtana- és tünettanához. Dr. Hirschler Ágostonnal. Orvosi Hetilap, Budapest, 1887. Ugyanez németül. Beiträge zur Aetiologie und Symptomatologie der ulcerösen Endocarditis. Wiener medizinische Presse. 28. évf. 27. szám, 1887. július 3.
- A physikális vizsgálati módszerek tankönyve. Budapest, Révai testvérek, 1888. (2. javított és bővített kiadás, Budapest, Révai testvérek, 1892.; 3. javított és bővített kiadás, a szöveg közé nyomott 14 ábrával.); 4. kiadás Budapest, 1905.
- Közlések a gyakorlatból. Orvosi Hetilap, Budapest, 1890.
- A nyaki visszerek diastolikus összeeséséről. In: Jubiláris dolgozatok Korányi Frigyes negyedszázados működésének megünneplésére. Írták tanítványai. Szerk. Bókay Árpád. Budapest, Grill K. 1891.
- Néhány adat a formanilid élettani hatásáról. Közlemény a budapesti k. m. egyetem gyógyszertani intézetéből. Magyar Orvosi Archivum 3. (1894). 17–20. p.
- Tumor mediastini esete. Orvosi Hetilap, Budapest, 1898
- A hepatitis interstitialisból eredő hasvízkór sebészi kezelése. Orvosi Hetilap, Budapest, 1900.